# Jaroslav Slávik
Jaroslav Slávik (Poprad, 28 gennaio 1976) è un ex slittinista slovacco.

## Biografia
Iniziò a gareggiare per la nazionale slovacca nelle varie categorie giovanili sia nella specialità del singolo sia in quella del doppio, ottenendo quale migliore risultato la medaglia di bronzo ai campionati mondiali juniores nel doppio a Lake Placid 1995 in coppia con Karol Rusnak.
A livello assoluto esordì in Coppa del Mondo nella stagione 1995/96, non riuscendo però mai a conquistare un podio in Coppa. In classifica generale come miglior risultato si è piazzato al nono posto nel singolo nel 2004/05.
Ha preso parte a due edizioni dei Giochi olimpici invernali, sempre nella specialità del singolo, giungendo sedicesimo a Salt Lake City 2002 e cogliendo la trentatreesima posizione a Nagano 1998, in quella che fu la sua ultima gara a livello internazionale.
Ai campionati mondiali, quale migliore risultato, fu sesto a Sigulda 2003 nel singolo; nella stessa competizione iridata colse il quarto posto nella gara a squadre. Nelle rassegne continentali conquistò la medaglia di bronzo nel singolo ad Oberhof 2004. A tutt'oggi questo podio è l'unico mai ottenuto da un rappresentante slovacco in una competizione internazionale di slittino a livello assoluto.

## Palmarès

### Europei
- 1 medaglia:
  - 1 bronzo (singolo ad Oberhof 2004).

### Mondiali juniores
- 1 medaglia:
  - 1 bronzo (doppio a Lake Placid 1995).

### Coppa del Mondo
- Miglior piazzamento in classifica generale nel singolo: 9° nel 2004/05.